# Józsa Gábor (szobrász)

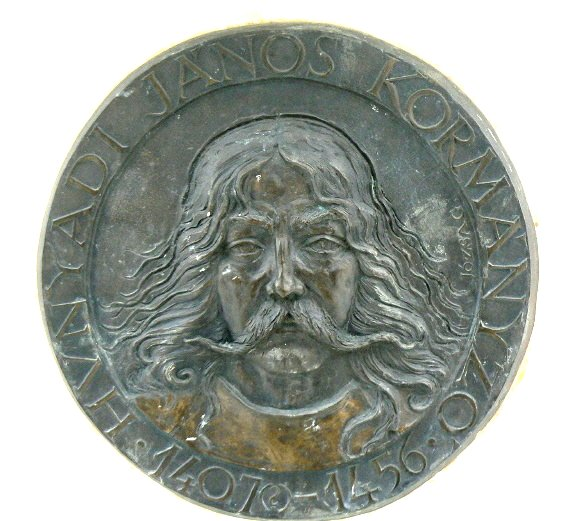
Hunyadi János portré-tondó

Józsa Gábor (Szeged, 1956. április 14. –) magyar vésnökmester, szobrász.

## Életpályája
1974-ben végzett a Tömörkény István Gimnázium és Művészeti Szakközépiskola szobrász szakán. 1979-ben nemesfémdíszítő-vésnök szakmunkás oklevelet szerzett, 1985-ben mestervizsgázott, vésnökmesterként dolgozik. Tagja a Szegedi Grafikai Stúdiónak.
Mesterei Fritz Mihály, Samu Katalin és Tóth Sándor voltak.

## Önálló kiállításai(válogatás)

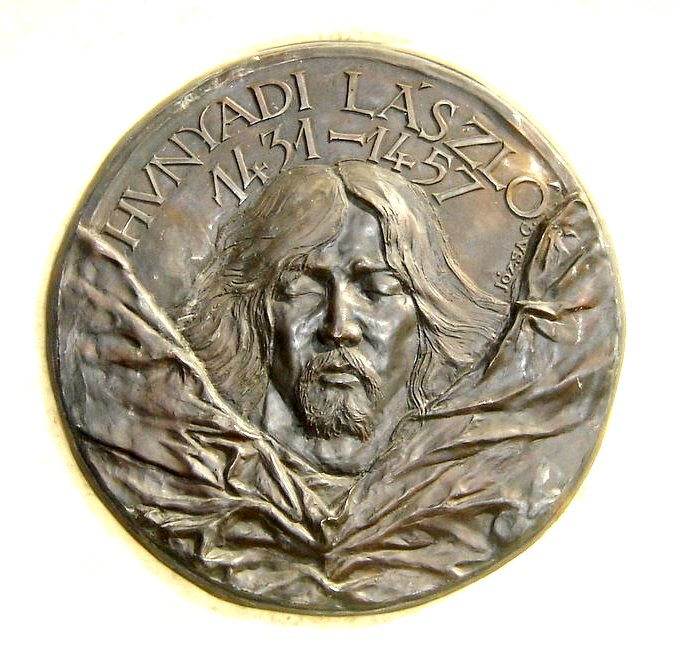
Hunyadi László portré-tondó

- Szeged, 1989
- Kiskunfélegyháza, 1991

## Köztéri munkái(válogatás)
- Szent István-kút, Kiskundorozsma, Sziksós fürdő, 1998
- Szent Erzsébet-kút, Szeged, 1998
- Géza fejedelem kútja, Szeged, Ligetfürdő, 1999
- Géza fejedelem, mellszobor, Pannonhalma, 2000
- Hunyadi János, portré-tondó, bronz, Szeged, 2001
- Hunyadi László, portré-tondó, bronz, Szeged, 2001
- Hunyadiak címere, bronz, Szeged, 2001

## Díjak, elismerések(válogatás)
- Mártélyi Művészbarátok Baráti Köre nívódíja, 1981,1982,1983